# Городок-над-Дунайцем
Городок-над-Дунайцем (пол. Gródek nad Dunajcem) — село в Польщі, у гміні Городок-над-Дунайцем Новосондецького повіту Малопольського воєводства.
Населення — 763 особи (2011).
У 1975-1998 роках село належало до Новосондецького воєводства.

## Демографія
Демографічна структура станом на 31 березня 2011 року:
|          | Загалом | Допрацездатний вік | Працездатний вік | Постпрацездатний вік |
| -------- | ------- | ------------------ | ---------------- | -------------------- |
| Чоловіки | 380     | 114                | 223              | 43                   |
| Жінки    | 383     | 83                 | 227              | 73                   |
| Разом    | 763     | 197                | 450              | 116                  |